# 2-Hidroksiestron
2-Hidroksiestron (2-OHE1), takođe poznat kao estra-1,3,5(10)-trien-2,3-diol-17-on, je endogen, prirodni kateholni estrogen i glavni metabolit estrona i estradiola. On se formira ireverzibilno iz estrona u jetri i u manjoj meri u drugim tkivima putem 2-hidroksilacije posredovane enzimima citohrom P450, uglavnom CYP3A i CYP1A potfamilijama. 2-OHE1 je najrasprostranjeniji kateholni estrogen u telu.

## Spoljašnje veze
- Metabocard for 2-Hydroxyestrone (HMDB12623) - Human Metabolome Database